# Dijabetesno neketogeno hiperosmolalno stanje
Dijabetesno neketogeno hiperosmolalno stanje (akronim HHNS od engleskih reči Hyperosmolar Hyperglycemic Nonketotic Syndrome) je komplikacija (šečerne bolesti) koja se karakteriše  hiperglikemijom (i do 50 mmol/L), dehidracijom sa Уремија, depresijom funkcija nervnog sistema, neretko komom, bez prisustva ketoze, pa je značajna karakteristika ovog stanja hiperglikemija bez ketonurije i acidoze.
Za razliku od dijabetesne ketoacidoze kojom nekad počinje tip 1 dijabetesa, ovo stanje se obično javlja kod prethodno nedijagnostikovanog tipa 2 dijabetesa.
To je hitno medicinsko stanje koje zahteva što brže postavljanje dijagnoze i početak terapije, jer uspeh terapije zavisi od pravovremenog postavljanja dijagnoze. Smrtnost je visoka najčešće zbog infekcija i tromboembolija.

## Opšta razmatranja
HHNS  je po život opasna komplikacija nekontrolisane šećerne bolesti. Ovaj sindrom karakteriše teška hiperglikemija, značajno povećanje osmolalnosti seruma i klinički dokazi dehidracije bez značajne akumulacije ketokiselina. HHNS se obično primećuje kod starijih pacijenata sa šećernom bolesti nezavisnim od insulina, mada retko može biti komplikacija kod mlađih pacijenata sa insulin-zavisnim dijabetesom, ili onih bez šečerne bbolesti nakon teških opekotina, parenteralne hiperalimentacije, peritonealne dijalize ili hemodijalize. Pacijenti koji primaju određene lekove uključujući diuretike, kortikosteroide, beta-blokatore, fenitoin i diazoksid imaju povećan rizik od razvoja ovog sindroma. Pacijenti obično imaju produženu fazu osmotske diureze koja dovodi do ozbiljnog iscrpljivanja volumena intracelularne i ekstracelularne tečnosti. Gubici vode premašuju gubitke natrijuma, što dovodi do hipertonične dehidracije. Stoga će korekcija sindroma na kraju zahtevati davanje hipotoničnih tečnosti. Pacijenti sa HHNS takođe imaju značajno smanjenje kalijuma i drugih elektrolita koje će morati da se zamene.

## Kinička slika
Dominantni znaci i simptomi u kliničkoj slici dijabetesnog neketogenog hiperosmolalnog stanja su:
- Simptomi visokog nivoa šećera u krvi  — povećana žeđ (polidipsija), povećani volumen mokrenja (poliurija) i povećana glad (polifagija).[7]
- Promenjen nivo svesti  — neurološki znaci uključuju: zamagljen vid, glavobolju, fokalne napadaje, mioklonično trzanje, reverzibilnu paralizu.[7]
- Motorne abnormalnosti  — flaciditet, depresivni refleksi, tremor ili fasicikulacije.
- Hiperviskozitet i povećan rizik od stvaranja krvnih ugrušaka
- Dehidracija.[7]
- Gubitak težine.[7]
- Mučnina, povraćanje i bol u trbuhu.[7]
- Slabost.[7]
- Nizak krvni pritisak sa stajanjem.[7]

## Dijagnoza
Dijagnostički kriterijumi za dijabetesno neketogeno hiperosmolalno stanje su:
- glikemija >33 mmol/l, pH krvi >7.3,
- nivo bikarbonata >15 mEq/l,
- minimalna ili odsutna ketonuriju ili ketonemiju.[5]

U dijagnostici dijabetesnog neketogenog hiperosmolalnog stanja neophodno je detektovati promene odgovarajućih biohemijsko-laboratorijskih pokazatelja, u koje spadaju:  
- Hiperglikemija,
- Povećan hematokrit,
- Uremija (prerenalnog tipa),
- Umerena leukocitoza,
- Povećana osmolalnost plazme. Osmolalnost plazme se preračunava po formuli:

2 x (plazma Na+ + plazma K+) + plazma glukoza + plazma urea
Koncentracija jona Na+ u plazmi može biti smanjena, normalna ili povećana, što je relativno u odnosu na totalni gubitak vode.
Bikarbonati mogu biti iznad 15mmol/L, mada renalna insuficijencija može dovesti i do laktatne acidoze.

## Terapija
Terapiji dijabetesnog neketogenog hiperosmolalnog stanja zasniva se na tri glavna aspekta:
Inicijalna terapija
Osnovni cilj na početku terapije mora biti obnavljanje intravaskularnog volumena kako bi se obezbedila adekvatna perfuzija vitalnih organa. Ostaje kontroverzno da li 0,9% ili 0,45% NaCl treba da bude početna tečnost koja se infundira intravenozno. Kada se glukoza u krvi približi 13,9 do 16,7 mmol/L (250 do 300) mg/dl, 5% dekstroze treba dodati intravenskim tečnostima i smanjiti brzinu infuzije insulina.  
U inicijalnoj terapiji insulin se može davati u malim dozama (4-8 IJ) zajedno sa dobrom
rehidracijom. Insulin se može davati i u bolusu, a zatim nastaviti sa 0,1 IJ/kg/h (kada se postigne glikemija oko 13,9-16,7mmol/l, uključuje se i infuzija 5% glukoze. Iako je u pitanju hipertonična dehidracija, češće se stanje koriguje sa izotoničnim,150 mmol/L NaCl, a ređe hipotoničnim, 75 mmol/L NaCl. Uobičajeno je da se hipotonični rastvor aplikuje tek kada se normalizuju vitalne funkcije.
Terapija tromboembolijskih komplikacja
Terapija tromboembolijskih komplikacija nije uvek opravdana.
Kasniji antidijabetesni tretman
Nakon oporavka mnogim pacijentima koji imaju HHNS neće biti potrebna dugotrajna insulinska terapija i mogu se efikasno lečiti ishranom ili oralnim lekovima. Precipitirajući uzroci HHNS moraju se identifikovati i lečiti istovremeno sa korekcijom metaboličkih abnormalnosti. Odgovarajuće lečenje precipitirajućih bolesti će ograničiti visok mortalitet povezan sa HHNS.

### Prognoza
Ukupan mortalitet za HHS se procenjuje na 5-20% i obično je posledica osnovne bolesti koja je izazvala hiperglikemijsku krizu. Prognoza je lošija za starije pacijente i pacijente kod kojih se dijagnostikuje koma i hipotenzija. Ovo je u suprotnosti sa stopom mortaliteta od dijabetesne katoacidoze (DKA), koja se procenjuje na oko 1-5%.
Kod dece, mortalitet od komplikacija od HHS takođe je izgleda veći od mortaliteta od DKA, ali je prijavljeno premalo slučajeva da bi se omogućilo precizno izračunavanje pedijatrijskog mortaliteta.

## Literatura
- Delaney, M.F., Zisman, A., Kettyle, W.M (2000). „Diabetic ketoacidosis and hyperglycemic hyperosmolar nonketotic syndrome”. Endocrinology and Metabolism Clinics of North America. 29 (4): 683—705. PMID 11149157. doi:10.1016/S0889-8529(05)70159-6.
- Guillermo E. Umpierrez, Mary Beth Murphy and Abbas E. Kitabchi (јануар 2002). „Diabetic Ketoacidosis and Hyperglycemic Hyperosmolar Syndrome”. Diabetes Spectrum. 15 (1): 28—36. doi:10.2337/diaspect.15.1.28.

## Spoljašnje veze
|  | Molimo Vas, obratite pažnju na važno upozorenje u vezi sa temama iz oblasti medicine (zdravlja). |